# George Johnstone (Politiker)
George Johnstone (* 18. April 1846 in Newberry,  Newberry County, South Carolina; † 8. März 1921 ebenda) war ein US-amerikanischer Politiker. Zwischen 1891 und 1893 vertrat er den Bundesstaat South Carolina im US-Repräsentantenhaus.

## Werdegang
George Johnstone besuchte die öffentlichen Schulen seiner Heimat. Danach besuchte er die Militärakademie von South Carolina. Wie alle Kadetten der Anstalt wurde er während des Bürgerkrieges in die Armee der Konföderierten Staaten übernommen. Dort blieb er bis zum Ende des Krieges im Jahr 1865.
Nach dem Krieg studierte Johnstone zwischen 1866 und 1869 an der University of Edinburgh in Schottland. Nach einem anschließenden Jurastudium und seiner im Jahr 1871 erfolgten Zulassung als Rechtsanwalt begann er in Newberry in seinem neuen Beruf zu praktizieren. Politisch wurde er Mitglied der Demokratischen Partei. Zwischen 1877 und 1884 saß er als Abgeordneter im Repräsentantenhaus von South Carolina. Im Jahr 1881 gehörte er eine Kommission an, die die Steuergesetze des Staates überarbeitete. Von 1880 bis 1884 war er Mitglied im Vorstand seiner Partei für South Carolina.
1890 wurde Johnstone im dritten Wahlbezirk von South Carolina in das US-Repräsentantenhaus in Washington, D.C. gewählt, wo er am 4. März die Nachfolge von James S. Cothran antrat. Da er für die folgenden Wahlen von seiner Partei nicht mehr nominiert wurde, konnte er bis zum 3. März 1893 nur eine Legislaturperiode im Kongress absolvieren. Nach dem Ende seiner Zeit im Repräsentantenhaus arbeitete Johnstone wieder als Anwalt. Im Jahr 1895 war er Delegierter auf einer Versammlung zur Überarbeitung der Staatsverfassung von South Carolina. Danach hat er keine weiteren höheren politischen Ämter mehr ausgeübt. Er starb am 8. März 1921 in seinem Heimatort Newberry.